# Wayanad
Le district de Wayanad est un des quatorze districts de l'État du Kerala en Inde. 

## Géographie
Son chef-lieu est la ville de Kalpetta.
Au recensement de 2011, sa population était de 816 558 habitants pour une superficie de 2 131 km2.

## Liste des Tehsil
Il est divisé en trois Tehsil :
- Mananthavady
- Sulthanbathery
- Vythiri

## Article lié
- Liste des districts du Kerala